# ストーン・コールド・スティーブ・オースチン
ストーン・コールド・スティーブ・オースチン（Stone Cold Steve Austin、1964年12月18日 - ）は、アメリカ合衆国の元プロレスラー、俳優。元WWE所属。テキサス州オースティン生まれ、テキサス州ビクトリア出身。
以前の本名はスティーブン・アンダーソン（Steven James Anderson）、スティーブン・ウィリアムス（Steven James Williams）であったが本名もスティーブ・オースチン（Steve Austin）と改名したと、2007年にWrestling Observer Newsletterによって報じられた。
テキサスのガラガラ蛇（Texas Rattlesnake）、最凶のタフ野郎（Toughest Son Of a Bitch）など数々の異名を持つ。SCSAと略されることもある。ストーン・コールドの異名は、石のように鋭くて、かつ冷酷なまでのファイトスタイルからそう名付けられた。

## 来歴
テキサス州オースティン生まれ。出生名はスティーブン・ジェームズ・アンダーソン（Steven James Anderson）、後に両親が離婚し、それに伴いテキサス州ビクトリア近郊のエドナに転居し育つ。その後母親の再婚によりウィリアムス姓となった。高校、北テキサス州立大学（現：北テキサス大学）ではフットボールの選手として活躍し、学業も優秀であったが、研究論文の作成に嫌気がさし大学を卒業間近で中退。その後貨物会社に就職するが2年で退社し子供の頃夢中になっていたプロレスラーを志す。
ダラスでクリス・アダムスの指導を受け、1989年に本名のスティーブ・ウィリアムスの名でデビュー。USWAでは、師匠のクリス・アダムスと抗争を展開していた。後に実生活でクリス・アダムスの妻ジニー・クラーク（レディ・ブロッサム）と結婚している。当時USWAにドクター・デスのニックネームで知られる同名のレスラースティーブ・ウィリアムスがいたために、リングネームをテキサス州都のオースティンに因み、アメリカの人気テレビドラマシリーズ『600万ドルの男』の主人公の名前でもあったスティーブ・オースチンに変更。しかしレスラーとしてなかなか成功しなかったため、これまでのベビーフェイスからヒールに転向し、"スタニング" スティーブ・オースチンのリングネームで活動した。

### WCW/ECW時代
その後の活躍が認められ、1991年にダスティ・ローデスにスカウトされてWCWと契約。1993年にはブライアン・ピルマンとのタッグチーム「ハリウッド・ブロンズ」を結成し、3月にリッキー・スティムボート&シェーン・ダグラスからWCW世界タッグ王座を奪取した。1992年には新日本プロレスに初来日し、G1 CLIMAXに参戦。2回戦で武藤敬司に敗れるも、放送席にいたマサ斎藤はオースチンの技術を高く評価し、「彼はプロレスが上手い。絶対にトップに立てますよ」と絶賛していた。同年9月の再来日では蝶野正洋の持つNWA世界ヘビー級王座にも挑戦。なお、この試合で蝶野の首を破壊しているがその方法は怪我の危険性が非常に高い変形のパイルドライバーだったため日本人レスラーや関係者の顰蹙を買った。蝶野本人は2021年の7月2日に自身のYouTubeチャンネルにてアップロードした動画で、オースチンのパイルドライバーが首の負傷の直接の原因だった事を否定している。
ピルマンとのタッグ解散後はシングルプレイヤーとしてもUS王座、TV王座も獲得し活躍したが、1995年の日本ツアー中の新日本プロレスでの試合で上腕三頭筋を負傷し故障するとWCWの副社長エリック・ビショフは早々とオースチンを解雇。その後はWCW時代のマネージャーでもあったポール・ヘイマンに誘われECWに3か月間スポット参戦し、WCW時代のハルク・ホーガンやビショフへの鬱憤を爆発させて存在感を発揮、持ち前の技術でECW王座戦線にも絡む活躍を見せた。トレードマークのスキンヘッドはこの時代に始まっている。

### WWF入団後

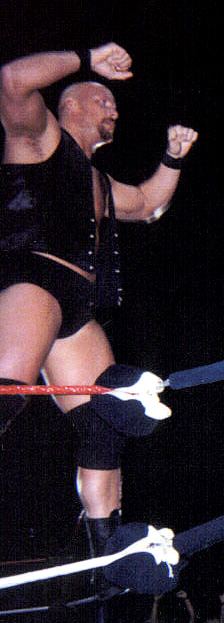
1996年のオースチン

ECWでの活躍に目をつけたビンス・マクマホンにスカウトされ1995年WWFと契約。翌96年1月にリングマスターのニックネームでテッド・デビアスをマネージャーに迎え、技巧派のヒールとしてデビューしたが人気が出なかった。
その後3月にオースチン本人の感情をそのまま出すことができる"ストーン・コールド"・スティーブ・オースチンへとギミックを変更。スキンヘッドにし、連続殺人犯をモチーフとした凶暴で手をつけられないキャラクターは、単なるヒールレスラーではなく、オースチンの邪魔をしたり、気に入らなかったりした者は相手がベビーフェイスだろうがヒールだろうが、果ては経営者であるマクマホン一族であろうが関係なく誰でも叩きのめすというキャラクターであり、それまでの品行方正なヒーローレスラー像を覆すことになっていく。
同年6月、代名詞となる必殺技のスタナーを使い始める。同月のキング・オブ・ザ・リングトーナメントで優勝し、さらに勝利者インタビューで決勝の相手ジェイク・ロバーツが度々『ヨハネ伝3章16節』を引用し説法することをバカにして発した『オースチン伝3章16節』というフレーズが大ヒットしたことで、ヒールでありながらかなりのファン支持を得た。同年のサバイバー・シリーズでは、長期欠場していたブレット・ハートの復帰戦の相手を務め惜敗するもこの試合で技術面でも確かな評価を得た。
1997年1月のロイヤルランブルでは初優勝を果たすも、レフェリーのミスやブレットの不満表明などによりWWF王座挑戦権は2月のイン・ユア・ハウスでの4ウェイWWF王座決定戦に持ち越される。同試合ではブレットがオースチンを敗退させ、最終的にWWF王座を獲得する。すると翌日のブレットの防衛戦にオースチンが乱入し1日で王座陥落。
2人の対立は決定的となり、レッスルマニア13で再びオースチンとブレットが対戦した。この試合は名勝負として名高く、オースチン、ブレットともに生涯のベストマッチとしてこの試合をあげている。オースチンはシャープ・シューターで失神KO負けを喫するも最後までタップアウトはせず、また試合後ブレットが執拗にオースチンを攻撃する素振りを見せたこともあり、一気にファンの支持が逆転した。オースチンはブレットに代わりベビーフェイスとして団体を代表する選手の一人となり、凶暴なキャラクターでありながらも、彼が入場するだけで必ずといっていいほどの大歓声が沸くようになった。
その後もブレット率いるヒール軍団ハート・ファウンデーションも巻き込み抗争は長期化。しかし、サマースラムにおけるオーエン・ハート戦でオースチンが首を負傷。この時は数ヵ月の欠場で復帰したものの、後の1年以上にわたる長期欠場や早期引退の引き金となった。同97年はオーエンのほか後のライバル、ザ・ロックともインターコンチネンタル王座を巡り初めて抗争している。

### アティテュード時代

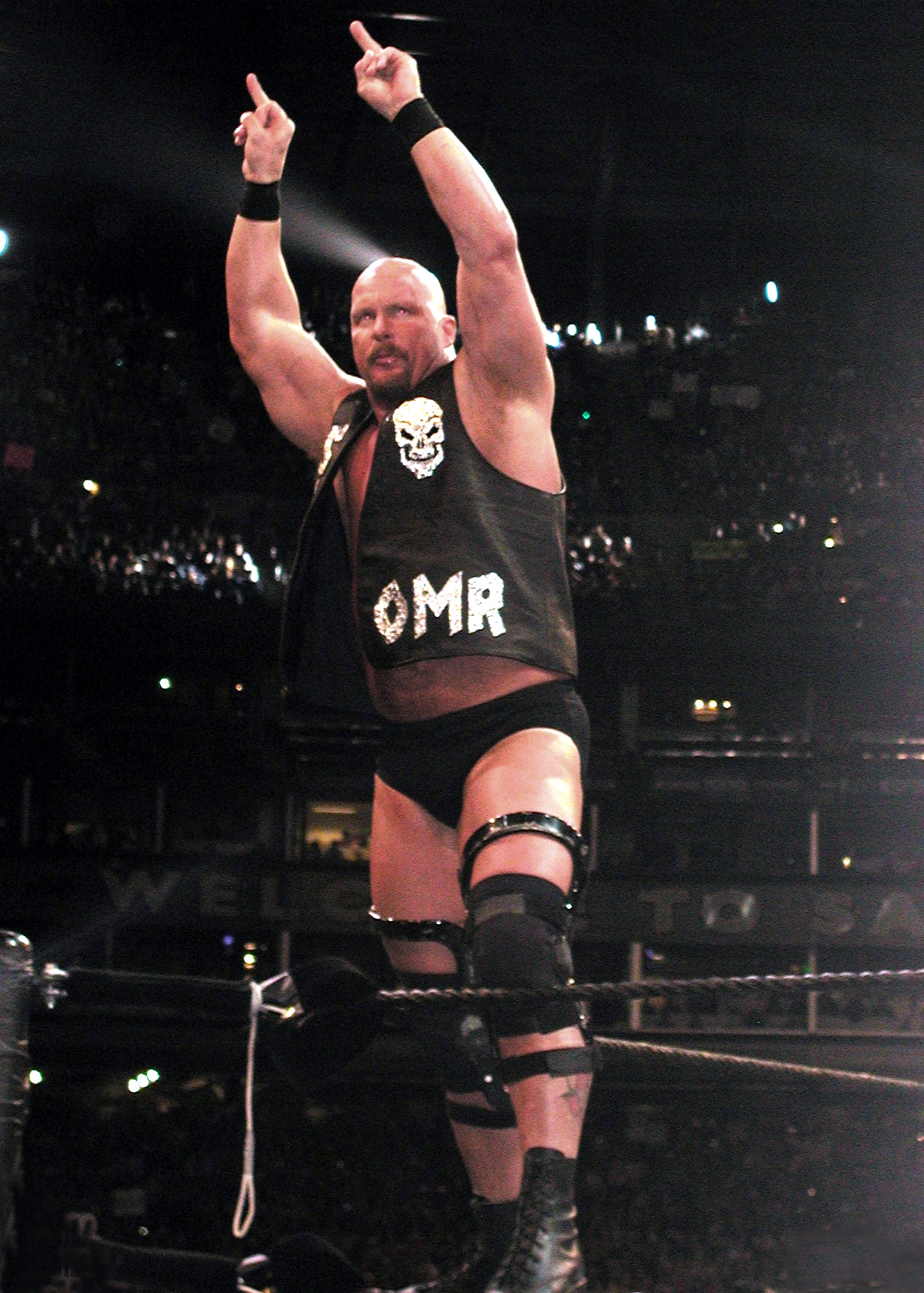
オースチンの入場時のパフォーマンス

1998年もロイヤルランブルで2年連続優勝を果たし、WrestleMania XIVのWWF王座戦に向けたストーリーではマイク・タイソンを挑発。しかし同大会ではタイソンのアシストを得てショーン・マイケルズを下しWWF世界ヘビー級王座を初戴冠した。当時マンデー・ナイト・ウォーズでライバルのWCWに負け続きだったWWFは、同試合で一度引退となったマイケルズと前年にWCW移籍したブレットに代えて、この年以降オースチンを軸に「アティテュード路線」を開始した。オースチンはリング上で缶ビールを飲みまくり、相手に中指を立てタコ殴りにするなどより凶暴なキャラクターとなり、WWF社長のビンス・マクマホンら権力者派閥と抗争を繰り広げた。ビンスとの抗争は視聴者が権威や人気に太刀打ちできない実生活の鬱憤を晴らす最高のストーリーとして大ブームを巻き起こし、98年中にWCWを逆転。その後オースチンが毎週登場するRAWはアメリカケーブルTVで最高視聴率を叩き出した。
1999年のビンス・マクマホン、シェイン・マクマホン、ザ・ロックらの「コーポレーション」との抗争では、製氷車でリングに登場して新王座ベルト発表中のビンス・マクマホンに攻撃したり、ザ・ロックのリムジンをモンスタートラックで踏み潰して破壊したり、さらにはビール配送車でセットを破壊しながらリングに登場して供給ホースからザ・ロックとビンス・マクマホンに向かってビールをぶちまけたりするなどして人気を博した。特に、ビール配送車でリングに登場したシーンは、2003年に行われたRAW・10周年特番で、ファンが選ぶ10年間の名シーン第一位に輝いている。また99年のレッスルマニアXVにて、ザ・ロックとのレッスルマニア初対戦も行った。しかし1999年中盤から2年前に負った首の負傷が悪化し、治療のためサバイバー・シリーズ以降長期欠場に入った（ストーリー上は何者かに轢き逃げにあったことになっていた）。
この時期、テレビドラマ刑事ナッシュ・ブリッジス (1999年-2000年) で役者として活躍。「暴走刑事ジェイク」での役柄はリング上さながらの格闘を披露する豪快なキャラクターであった。当初ゲスト出演だったが、人気が有ったため準レギュラーとして6エピソード登場した。
幾度かのサプライズ登場を経て、2000年のノー・マーシーにておよそ1年ぶりに正式にWWF復帰を果たした。轢き逃げの実行犯リキシ、そして黒幕のトリプルHとの長期抗争に入った。翌2001年のロイヤルランブルでは史上初の3度目の優勝を果たすも、ノー・ウェイ・アウトではトリプルHとの決着戦となる3本勝負の大死闘で惜敗を喫した。
2001年のWrestleMania X-Sevenにおけるザ・ロックとのレッスルマニア2度目の対戦となったWWF王座戦では、宿敵ビンスと結託し衝撃のヒールターンを果たし王座獲得。レッスルマニア以後は、トリプルHとも結託するなどトップ・ヒールとして活躍し、カート・アングルらと抗争する。またWWF本隊とWCW/ECW連合軍であるアライアンスの抗争ストーリーでは、WCWやECWに所属していたこともありWWFを裏切りアライアンス側のヒールとしてベビーフェイスのビンスらと抗争を行った。

### WWE時代・選手引退後

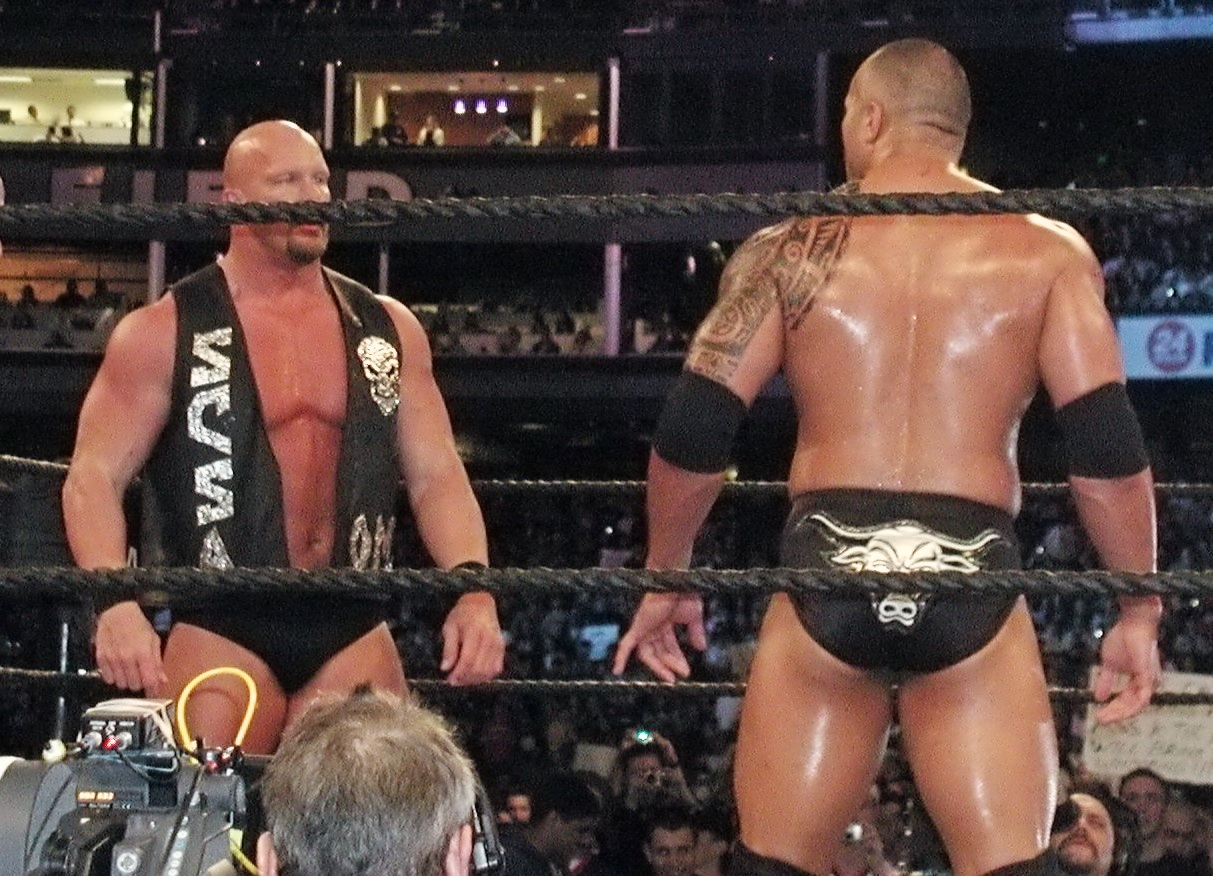
WrestleMania XIXにてザ・ロックと対峙するオースチン

2002年にはWWF（同年5月からWWEに社名変更）で復活したnWoのスコット・ホールやビッグ・ショーらと抗争を行い、史上初のブランド分けではRAWの中心選手となりGMのリック・フレアーとも対立。しかしながら、長年の活動により首、膝、背中などが故障していたことや、当時WWEがプッシュしていたブロック・レスナーの踏み台になる事に不満を持ちフレアーとの抗争も半ばの6月に興行をボイコット、二度目であったために懲戒解雇とされた。また同月には、三人目の妻・デブラへのDVで逮捕された。
2003年にWWEへ復帰するが、同年のWrestleMania XIXにてレッスルマニア3度目の対戦となったザ・ロックに敗北。この時点でレスラーは「引退」してエリック・ビショフと共にRAWの共同GMに就任する。暫くの間は後の選手復帰への期待をされることもあったが、負傷した首や膝の状態は悪く、結果的にはこのロックとの対戦が引退試合となった。GM時代には、ビショフがヒールのGMを演じたのに対し、オースチンはベビーフェイスのGMを演じた（ただし基本的なギミックは以前から何も変えていない）。両者は次第に対立し、2003年のサバイバー・シリーズにて行われた敗者追放マッチにて両GM軍が対決した。結果オースチン軍が敗れ、オースチンはGM職を退いた。しかし同年のクリスマスには、RAWの保安官として番組復帰する。
2004年にはWrestleMania XXにてブロック・レスナー対ビル・ゴールドバーグの特別レフェリーを務めたが、契約終了をもって一か月後に再びWWEを離脱。同年に、過去に起こした恋人へのDVにより逮捕された。
2005年のWrestleMania 21を前に再びWWEに復帰。これは普通のタレント契約ではなく、WWEフィルムズの製作する映画の俳優としての契約である。元ECW所属選手であったこともあり、ECWワン・ナイト・スタンドへも登場。またRAWで行われたモハメド・ハッサン対シェルトン・ベンジャミンのIC王座戦にゲスト登場。試合後ハッサンとマネージャーのデバリにスタナーを食らわせた。
2005年の10月に行われたRAWの特番、WWE・ホームカミングにおいてマクマホン一家全員にスタナーを食らわせた。またこれをきっかけにしてRAW解説者であるジム・ロス解任ストーリーが始まった。実際にはジム・ロスは腸の手術の為に解説を降板したのだが、ストーリー上はオースチンのスタナーを止めに入らず、またそのことをマクマホン一家に謝罪しなかったことが理由での解雇とされた。プライベートでもジム・ロスの友人であるオースチンが、解雇撤回ならびにジム・ロスの解説復帰をかけてPPVタブー・チューズデイにてジョナサン・コーチマンと久しぶりに試合を行う予定であった。しかしオースチンはPPV直前に突然WWEを退団し、ジム・ロス解任ストーリーも途中で終了することとなった。この時はPPVでのストーリー内容に不満を持ったと言われていたが、後にWWE側からオースチンの復帰を発表。コーチマンとの対戦をキャンセルした理由はストーリーへの不満ではなく、「PPVの数日前、自宅で家具を移動させたときに腰を痛め、試合を行うのが不可能になったため」とある。
2006年4月1日、ブレット・ハートのWWE殿堂入りのインダクターを務めるに際し、久々にWWEへ登場した(実はそれより前の2006年3月開催のサタデー・ナイト・メイン・イベントにも出演している)。WrestleMania XIXの時点で、担当医からは「これ以上試合をしたら命の保障はできない」と忠告されているが、本人は最後の一試合を望んでいるという。また、ハルク・ホーガンとの夢の一戦が以前から噂されていたが、2025年にホーガンが急逝。試合が実現されることはなかった。

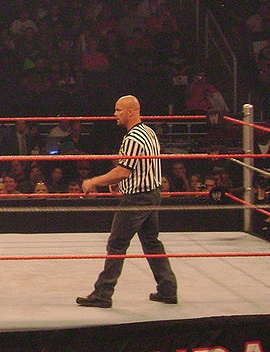
サイバー・サンデーにて特別レフェリーを務めるオースチン

2007年3月頃のRAWにてWrestleMania 23でのビンス・マクマホンvsドナルド・トランプの髪切りマッチの特別レフェリーに選ばれたというギミックで一時的に復帰、ジョナサン・コーチマンにスタナーを浴びせるなど、ストーン・コールドの姿を全世界に見せ付けた。3月14日のRAWについてはオースチン登場の少し前にザ・ロックがビデオという形だったがタイタントロンに登場した事もあり、WWF時代を思い出させるものになった。また、4月1日当日に行われたWrestleMania 23においても得意技のスタナーを披露するなどして、会場であったフォード・フィールドの8万人の大観衆を沸かせた。その後も2007年7月開催のサタデー・ナイト・メイン・イベントや8月のPPVサマースラム、10月のPPVサイバー・サンデーにゲスト出演している。12月25日に本名を法的にスティーブ・オースチンに改名。
2008年RAWの15周年記念の回に登場。この日はビンス・マクマホンがRAW15年の歴史でもっとも偉大なスーパースターを発表するということだったが、ビンスは「ビンセント・ケネディ・マクマホン」つまり自分であると発言、これに対しテイカー、マンカインドがビンスを襲撃。その後オースチンが登場し倒れているビンスを起こして一緒にビールを飲むが飲んだところでスタナーを浴びせる。その後、観客及びカメラに向かって「もっとも偉大なスーパースターはどのレスラーでもなく、会場にいる観客、テレビで番組を見ている世界中の視聴者だ」と紹介。最後にオースチンの呼びかけでRAW所属の全スーパースターがリング上に集合した。また10月26日にはサイバー・サンデーにて行われたクリス・ジェリコ対バティスタの世界ヘビー級王座戦に、視聴者からの74%もの高得票によって、ショーン・マイケルズ、ランディ・オートンらを抑え特別レフェリーとして登場。公明正大にジャッジし、オースチンを押しのけてジャッジしていたオートンにスタナーを浴びせて撃退した。

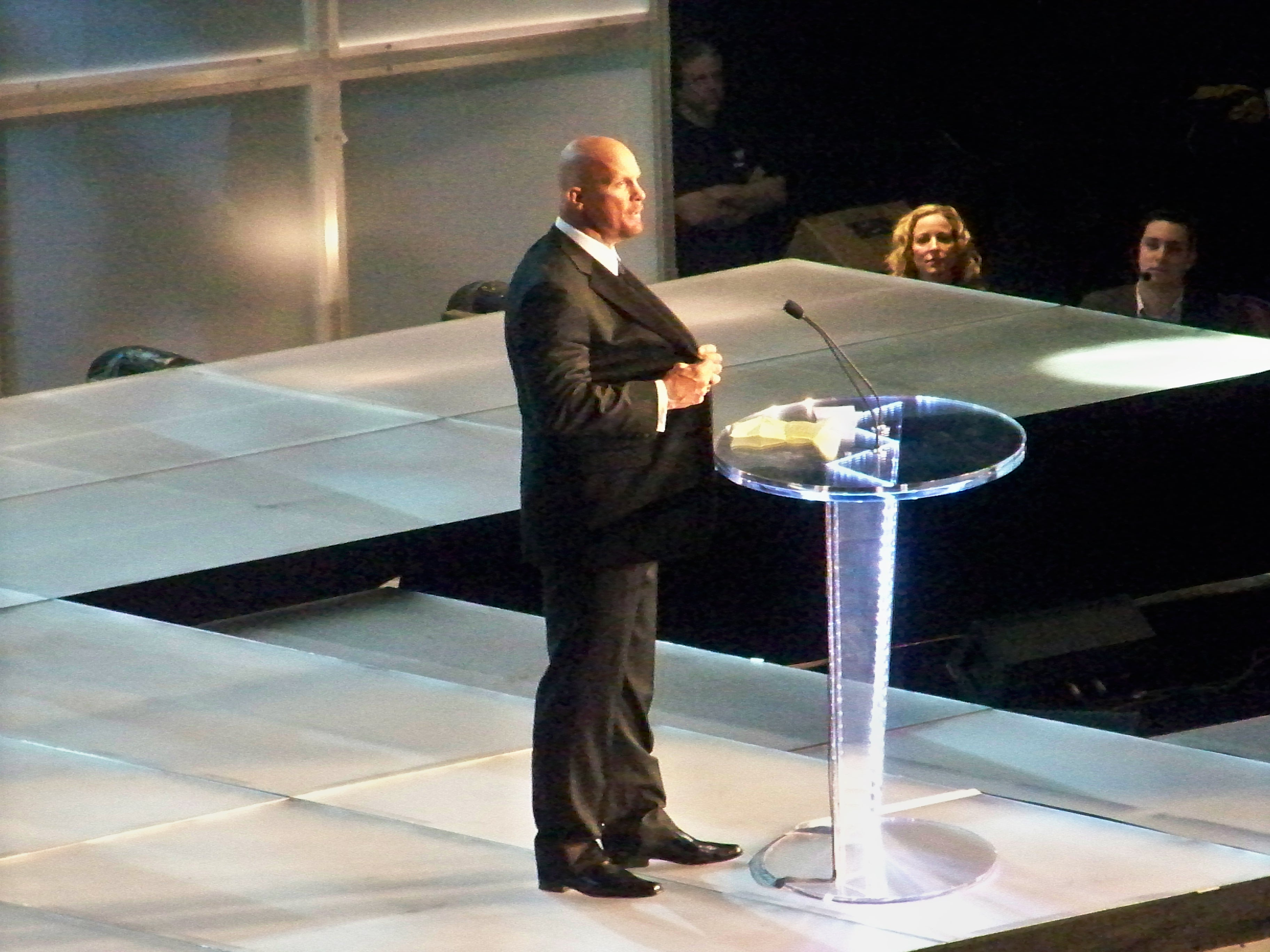
WWE殿堂入りのスピーチ

2009年1月12日のRAWの番組内において、2009年度のWWE殿堂入り第一号としてオースチンが選出されたことが発表された。そして4月4日に行われた殿堂入りのスピーチで「オレはここでオレのプロレス人生のドアを閉める。夕陽に向かって歩いて行くんだ」と事実上の引退宣言をした。
2010年3月15日、ゲストホストとして2年ぶりにRAWのリングに登場。WrestleMania XXVIのビンス・マクマホンvsブレット・ハート戦の調印式を采配する。この時の観客の声援は現役当時と変わらずすさまじく、スタナーなどは使用せずとも存在感を大いに発揮した。
2011年3月7日のRAWにて、WrestleMania XXVIIで行われる予定のジェリー・ローラー対マイケル・コールの解説者対決の特別レフェリーとして名乗り出た。なお今回のレッスルマニアにはザ・ロックがホストとして参加することが決まっており、ともに活躍の場を映画界に移している2人が久しぶりにWWEの大舞台で顔を合わせることになる。4月3日の試合ではコールのセコンドのジャック・スワガーにスタナーを浴びせ、一度はローラーのアンクルロックでコールのタップアウト負けと発表するものの、その直後にRAW・GMのメールによりオースチンがコールに不公平なジャッジをしたとしてローラーの反則負けに裁定が変更された。その後、そのメールを読んだジョシュ・マシューズ、リングに上がってきたブッカー・Tにスタナーを浴びせ、ローラーとビールで乾杯した。
また、2011年4月より復活したタフイナフ（日本では未放送）では番組ホストを務めている。
2014年4月6日に行われたレッスルマニア30で、ハルク・ホーガン、ザ・ロックらとリング上で久々の再会をし、トークのみであったが会場を盛り上げた。
2022年4月2日に行われたレッスルマニア38ではケヴィン・オーウェンズとノー・ホールズ・バード形式で対戦、実に19年振りの試合であったがスタナーを決めて勝利した。

## 出演
オリジナルビデオで主演を多く務める。

### TV
| 公開年      | 邦題 原題                             | 役名               | 備考                                                                                                   | 吹替 |
| ----------- | ------------------------------------- | ------------------ | --- | ---- |
| 1999 - 2000 | 刑事ナッシュ・ブリッジス Nash Bridges | ジェイク・ケイジ   | 第4シーズン第70話「暴走刑事」 第4シーズン第78話「さよならのキス」 第5シーズンの第100話「ある刑事の死」 |      |
| 2010        | CHUCK/チャック Chuck                  | ヒューゴ・パンサー | シーズン3第5話 「チャック VS 単独任務」                                                                |      |

### オリジナルビデオ
| 公開年 | 邦題 原題                                                | 役名                 | 備考 | 吹替       |
| ------ | -------------------------------------------------------- | -------------------- | ---- | ---------- |
| 2009   | スティーヴ・オースティン ザ・ダメージ DAMAGE             | ジョン・ブリックナー |      | 岩崎ひろし |
| 2010   | スティーヴ・オースティン ザ・ストレンジャー THE STRANGER | トム・マシェフスキー |      | 岩崎ひろし |
| 2010   | スティーヴ・オースティン ザ・ハンティング HUNT TO KILL   |                      |      | 岩崎ひろし |
| 2011   | スティーヴ・オースティン S.W.A.T. TACTICAL FORCE         | テイト               |      | 岩崎ひろし |
| 2011   | スティーヴ・オースティン 復讐者 RECOIL                   | ライアン             |      | 岩崎ひろし |
| 2011   | スティーヴ・オースティン ノックアウト KNOCKOUT           |                      |      | 吹替版なし |

### 映画
| 公開年 | 邦題 原題                                 | 役名                         | 備考 | 吹替       |
| ------ | ----------------------------------------- | ---------------------------- | ---- | ---------- |
| 2005   | ロンゲスト・ヤード THE LONGEST YARD       | ダンハム看守                 |      | 石住昭彦   |
| 2007   | 監獄島 THE CONDEMNED                      | コンラッド                   |      | 乃村健次   |
| 2010   | エクスペンダブルズ THE EXPENDABLES        | ダン・ペイン                 |      | 楠大典     |
| 2012   | 沈黙の監獄 MAXIMUM CONVICTION             | マニング                     |      | 岩崎ひろし |
| 2013   | マキシマム・ブロウ THE PACKAGE            | トミー                       |      | 大友龍三郎 |
| 2013   | アダルトボーイズ遊遊白書 GROWN UPS 2      | デニス・"トミー"・キャバノー |      | 楠大典     |
| 2015   | スモッシュ・ザ・ムービー Smosh: The Movie | 本人                         |      | 山野井仁   |

## 得意技
ストーンコールド・スタナー
オースチンの代名詞的な技であり、最大のフィニッシュ・ホールド。中指を突き立てて相手の土手っ腹に前蹴りをぶち込み、前のめりになった頭を抱え込んで自分の肩に乗せ、自らの体重をかけ落下し、尻餅で着地して相手の顎を痛打する。
欠場中または引退後も、この技を披露した。これを喰らった相手の吹っ飛び方も見物である。（ザ・ロック、シェイン・マクマホン、カート・アングル、スコット・ホールなど）
ルー・テーズ・プレス（フライング・ボディシザース・ドロップ）
スタナーと並んで使用頻度の高い技。ここからマウントの体勢からのパンチ攻撃に繋げるのが定番ムーブ。
コーナーでのストンピング
コーナー下に座り込んだ相手に、徐々にスピードを上げながらストンピングを連発し、最後は相手に中指を突き立てた後、一発見舞うのがお決まりである。実況では"穴掘り"と言われた。
エルボー・ドロップ
オースチンの場合、独特の動作を付けた後、前のめりに前方に落とした。
コーナーからダイビング式で見舞うこともある。
ミリオンダラー・ドリーム（コブラクラッチ）
リングマスター時代の必殺技。ストーンコールドに変身後も数回のみ使用。
リバース・パイルドライバー
いわゆる尻餅式のツームストーン・パイルドライバー。来日時、この技で蝶野正洋の首を破壊したと言われていたが、蝶野本人は首のダメージの蓄積が原因でオースチンの技が直接的な原因ではないとの発言をしている。しかし数年後、今度は自らがオーエン・ハートとの試合中この技によって首を骨折した。以降、WWFではパイルドライバー系の技は原則禁止（反則）となっている。
スタンガン
スタニング時代の得意技で、ニックネームの由来にもなった技。相手を正面から抱え上げ、倒れこんで喉をトップロープに打ち付ける。ストーンコールドとなってからも、繋ぎ技として使用していた。

## 決め台詞

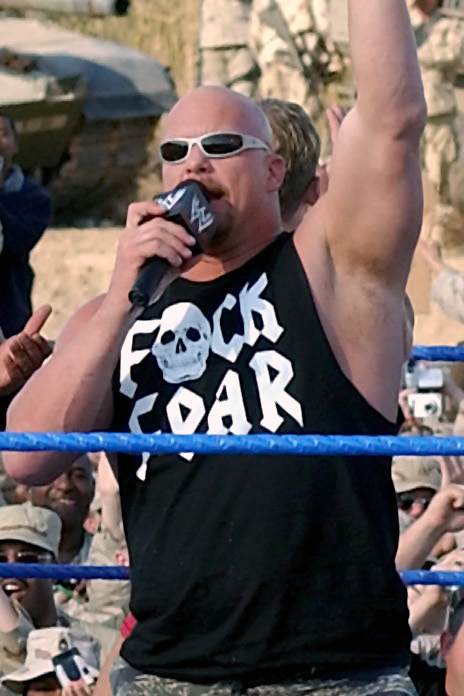
2003年

- What?（はぁ?）

ヒールレスラーが何か言葉を発する時に遮って連呼する台詞。以降、ストーンコールド及びヒールのマイクパフォーマンスで一言発する毎に観客が「What?」と叫ぶのが通例になっていた。そのためWWEのマイクパフォーマンスは長文が少なく、短文の連続で構成される傾向にある。試合中にナックル、チョップ、ストンピングなどの打撃をヒットさせた時も観客がチャントしていた。彼は耳が悪く、電話中に何度も「What?」と繰り返すのをクリスチャンがからかったのが元ネタといわれる。
- And that's the bottom line because Stone Cold said so.（そこのところが肝心だぜ、ストーン・コールドかく語りきよ）
- If ○○○, give me a hell yeah!（○○○して欲しいヤツは「ヘル・ヤー!」と叫べ）

彼がこの言葉を発すれば会場中が「hell yeah!」と大合唱する。
- Austin 3:16 says I just whipped your ass!（オースチン伝3章16節曰く、てめぇのケツをぶっ飛ばしたぜ）

元々はKOR'96優勝時に、ジェイク・ロバーツ（当時は怪奇派ではなく敬虔なクリスチャンギミックだった）をからかい、「ヨハネ伝3章16節が何かなんて知らねぇが…」の後に発した言葉。
- DTA! Don't trust anybody!（誰も信用するな）

2001年レッスルマニアにおいてヒールに転向した直後は、観客から皮肉にもこれをもじって「Don't trust Austin!」と叫ばれた。

## 獲得タイトル
WCW
- WCW USヘビー級王座 : 2回
- WCW世界TV王座 : 2回
- WCW世界タッグ王座 : 1回（w / ブライアン・ピルマン）

WWE
- WWF世界ヘビー級王座 : 6回
- WWF世界タッグ王座 : 4回（w / ジ・アンダーテイカー、ショーン・マイケルズ、ミック・フォーリー、トリプルH）
- WWFインターコンチネンタル王座 : 2回
- ミリオン・ダラー王座 : 1回
- トリプルクラウン達成
- キング・オブ・ザ・リング優勝（1996年）
- ロイヤルランブル優勝（1997年、1998年、2001年）
- WWE殿堂（2009年）

## 入場曲
- Ringmaster
- Hell Frozen Over
- I Won't Do What You Tell Me
- Glass Shatters (Disturbed)
- Rattlesnake
- Hell On Earth
- Paranoid
- Venomous

いずれの楽曲も冒頭にガラスを叩き割る音が挿入されており曲中でも何度も繰り返される。オースチンのトレードマークのひとつであり、会場からは大歓声が挙がり、プロモーションビデオでオースチンは「ガラスの割れる音で俺は臨戦態勢に入る」と語っている。武藤敬司、高木三四郎も自身のテーマ曲にサンプリングしている。

## その他
- 生まれた日の気温は氷点下8度、米国内でも比較的暖かい南西部にある生まれた町では、一年に一度あるかないかの厳しい寒さの日であったとのこと[4]。
- MTVのクレイアニメ番組「Celebrity Death Match」（粘土で作られた有名人同士がプロレスのリングで戦う番組）に度々ゲスト出演し、自身でアフレコも当てていた。
- オースチンのコスチュームの一部でもある金のチェーン・ネックレスは、タッグを結成した際にブライアン・ピルマンがショッピングモールで揃いのアイテムとして買ってきた品である（コスチュームはオースチンが手配したという）。ピルマンが若くして亡くなった後も、友情の証として現在も必ず身に付けている。
- 「ストーンコールド」の由来は、家で『冷たいイメージ』の新リングネームを考案中、当時の妻ジニーに「早く紅茶を飲まないと石のように冷めたくなる（Stone cold）」と言われたことに閃いてつけられた。当初は「アイス・ダガー」「フロスティ」といった名前が提案されていた。
- 彼が試合後に飲む缶ビールは「スティーブワイザー」と呼ばれ、スタッフによって次々とリング内に投げ入れられ、タッグパートナーと一緒に飲むことも多かった。銘柄はバドワイザー、クアーズ・ライト、ナチュラル・ライト、ミラー・ライトなどで、試合のたびに変えるよう心がけているとのこと[5][リンク切れ]。なお、2004年2月の日本公演（ハウス・ショー）ではアサヒスーパードライを口にしたが、日本のビールはアメリカよりもアルコール濃度が高いため、かなり酔っぱらってしまった。そのため、全試合終了後にファンサービスでリングに戻って来た際には千鳥足で、かなりのへべれけ状態＆超ご機嫌であった。2019年9月のMSGでの公演では、自身が企画し、El Segundo Brewingと共同開発したBroken Skull IPAをスーパースターたちに振る舞った。